# Heidemoor up’m Piepenbrink
Das Heidemoor up’m Piepenbrink ist ein Naturdenkmal auf dem Gebiet des Paderborner Stadtteils Sande. Es besteht aus zwei durch einen Feldweg voneinander getrennten Teilen.

## Lage und Beschreibung
Das Naturdenkmal liegt inmitten des Sander Bruchs in 102 m Höhe NN und hat eine Fläche von etwa 0,75 ha. Es wird von Kiefernforsten eingerahmt.

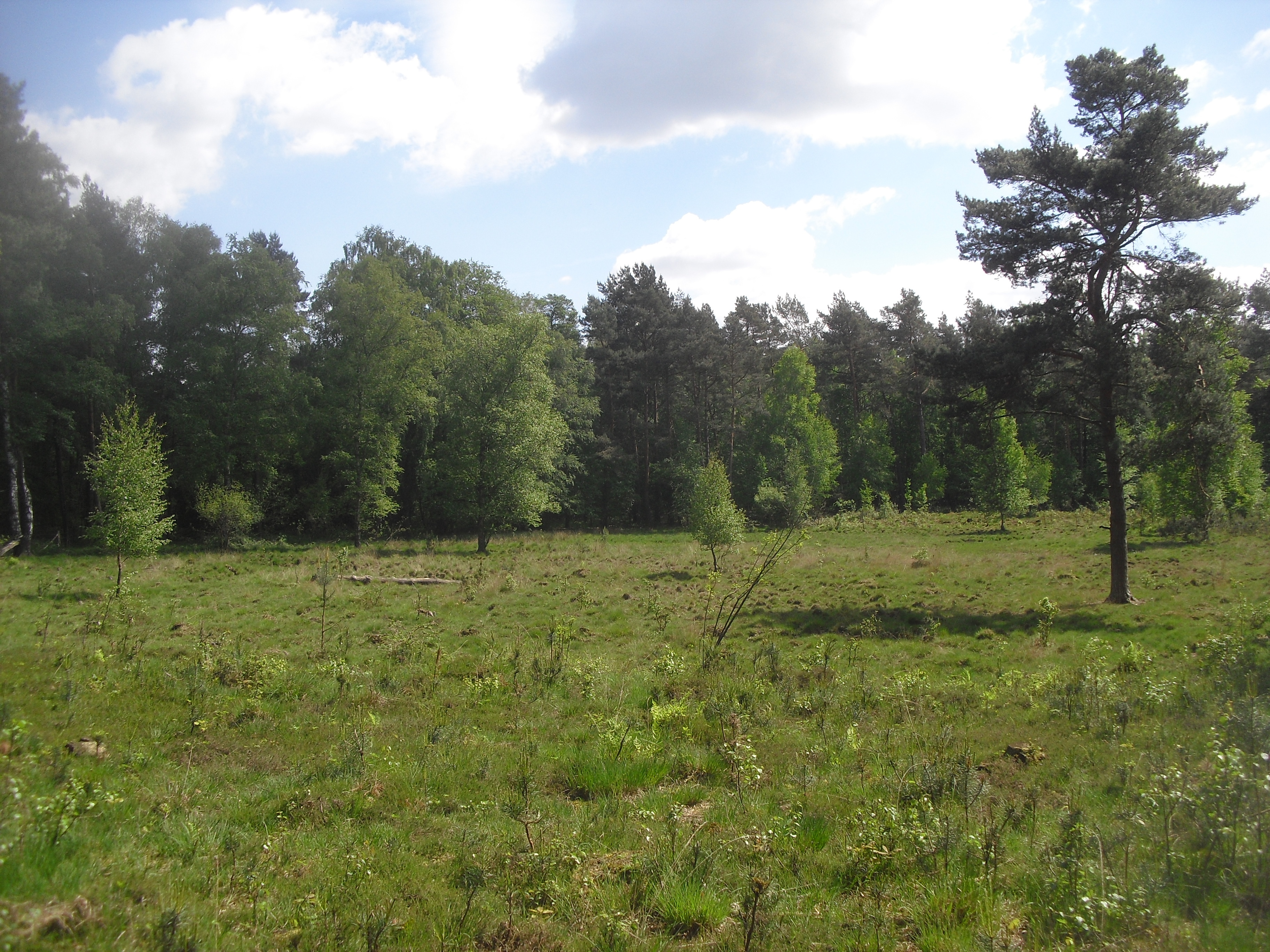
Das Heidemoor up’m Piepenbrink – Ost wird heute von ausgedehnten Pfeifengrasrasen dominiert.

Der östliche Teilbereich besteht aus einer von flachen Dünenwellen eingefassten Senke, in der sich früher ein größerer Heideweiher befand. Dieser trocknete nach einer in den 1970er Jahren durchgeführten Flurbereinigung vollkommen aus und wuchs allmählich mit Pfeifengras (Molinia caerulea) zu. Seitdem bestimmen ausgedehnte Pfeifengrasrasen, die nur wenige floristische Besonderheiten aufweisen, das Bild. Heute ist nur noch in den Wintermonaten eine größere Wasserfläche vorhanden.
Der Westteil ist ein weitgehend von Kiefern (Pinus sylvestris) bestandenes Heidemoor, in dem das Pfeifengras ebenfalls aspektbildend ist. In einigen feuchten Senken konnten 1991 noch Glockenheide (Erica tetralix) und Schmalblättriges Wollgras (Eriophorum angustifolium) beobachtet werden.

## Flora und Vegetation
Im Gebiet wurden zahlreiche seltene Pflanzenarten festgestellt, darunter:
- Braunes Schnabelried (Rhynchospora fusca), 2008
- Flammender Hahnenfuß (Ranunculus flammula), 2008
- Glockenheide (Erica tetralix), 2008
- Grau-Segge (Carex canescens), 2010[1]
- Mittlerer Sonnentau (Drosera intermedia), 2008, 2013[2]
- Rundblättriger Sonnentau (Drosera rotundifolia)[3]
- Schmalblättriges Wollgras (Eriophorum angustifolium), 2013 u. 2015[4]
- Schnabel-Segge (Carex rostrata), 2008
- Steife Segge (Carex elata), 2010[5]
- Sumpfblutauge (Potentilla palustris), 1991, 2013 u. 2015[6]
- Sumpfveilchen (Viola palustris), 1991

## Fauna
Im Gebiet laicht der Moorfrosch (Rana arvalis). Außerdem wurden insgesamt 17 Libellenarten beobachtet, darunter die auf der Roten Liste geführten Arten Südliche Binsenjungfer (Lestes barbarus), Gefleckte Heidelibelle (Sympetrum flaveolum) und Kleine Moosjungfer (Leucorrhinia dubia). Der Heideweiher war früher Brutplatz eines Krickenten-Paares.

## Sonstiges
Ebenfalls im Sander Bruch, nur wenige hundert Meter Luftlinie entfernt, befindet sich das Naturdenkmal Weckers Heideteich.